# Sagamichthys
Sagamichthys is een geslacht van straalvinnige vissen uit de familie van glaskopvissen (Platytroctidae).

## Soorten
- Sagamichthys abei Parr, 1953
- Sagamichthys gracilis Sazonov, 1978
- Sagamichthys schnakenbecki (Krefft, 1953)